# سیستم چندمنظوره اقیانوسی وضعیت-۶
پوسایدن (به روسی: Посейдон)، (۲ام۳۲ پوسایدن GRAU، در سامانه نام‌گذاری ناتو Kanyon)، که قبلاً با کد روسی وضعیت-6 (روسی: Статус-۶ شناخته می‌شد)، یک وسیله نقلیه زیردریایی بدون سرنشین هسته ای است که طبق گزارش‌ها توسط دفتر طراحی رابین تولید می‌شود و قادر به حمل کلاهک‌های معمولی و هسته ای است.
پوسایدن یکی از شش سلاح استراتژیک جدید روسیه است که توسط رئیس‌جمهور روسیه ولادیمیر پوتین در ۱ مارس ۲۰۱۸ اعلام شد.

## تاریخ
در ۱۰ نوامبر ۲۰۱۵، صفحه ای از یک سند که حاوی اطلاعاتی دربارهٔ یک "سیستم چندمنظوره اقیانوسی" مخفی به نام "وضعیت-۶" بود "به طور تصادفی" توسط شبکه تلویزیونی ان‌تی‌وی روسیه فاش شد. این درز در جریان سخنرانی ولادیمیر پوتین رئیس‌جمهور روسیه در محکومیت طرح‌های آمریکا در مورد فناوری موشکی "دفاعی" رخ داد. سیا مدعی شده است که افشای اطلاعات عمدی بوده است.
به گفته پنتاگون، روسیه اولین پرتاب آزمایشی پوسایدن را در ۲۷ نوامبر ۲۰۱۶ با استفاده از زیردریایی زیردریایی کلاس ساروف انجام داد. طبق گزارش‌ها، این آزمایش در اقیانوس منجمد شمالی انجام شده است.
در اوایل سال ۲۰۱۸، بررسی وضعیت هسته‌ای پنتاگون علناً توسعه «اژدر خودگردان جدید بین قاره‌ای، مسلح هسته‌ای، هسته‌ای و زیردریایی» روسیه را تأیید کرد.
در مارس ۲۰۱۸، پس از رای عمومی، این سیستم به‌طور رسمی «پوسایدن» نام گرفت.
در ژانویه ۲۰۱۹، نیروی دریایی روسیه اعلام کرد که قصد دارد حداقل ۳۰ وسیله نقلیه زیردریایی بدون سرنشین پوسایدن را که بر روی چهار زیردریایی مستقر شده‌اند، تهیه کند که دو فروند از آنها در ناوگان شمالی روسیه و دو مورد در ناوگان اقیانوس آرام خدمت می‌کنند.
در ۲ فوریه ۲۰۱۹، ولادیمیر پوتین، رئیس‌جمهور روسیه، پایان مرحله کلیدی آزمایش‌های پوسایدن را اعلام کرد.
در ۲۰ فوریه ۲۰۱۹، وزارت دفاع روسیه ویدئویی را منتشر کرد که نشان می‌داد یک زیردریایی با هدف ویژه زیردریایی کلاس ساروف در حال پرتاب آزمایشی پوسایدن است.
در ۱۶ ژانویه ۲۰۲۳، گزارش شد که اولین دسته از این سلاح‌ها ساخته شده است.

## حدس و گمان طراحی

### بررسی اجمالی

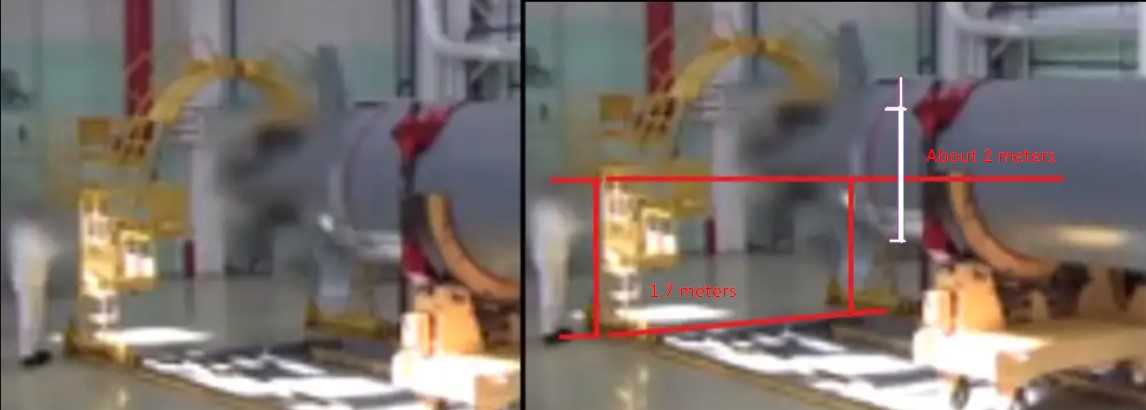
قطر تخمینی پوسایدن، حدود ۲ متر است

پوسایدن به عنوان پاسخی به خروج ایالات متحده از معاهده ای‌بی‌ام و افزایش توانایی روسیه برای غلبه بر سیستم‌های دفاع موشکی ایالات متحده عمل می‌کند، :25 مانند موشک‌های ضد بالستیک و غیره.
کلاهک پوسایدن می‌تواند منطقه وسیعی را با تشعشع‌های آلوده کند، برای این منظور، پوسایدن به بمب کبالت مجهز شده است. پوسایدن می‌تواند یک سلاح ضربه دوم رادیولوژیکی باشد.
سلاح‌های گرما هسته‌ای معمولی (نه نمک‌شده) عمدتاً از طریق فعال‌سازی نوترونی مواد در محل انفجار باعث ریزش رادیواکتیو می‌شوند. مگر اینکه انفجار در اعماق کم در آب‌های کم عمق اتفاق بیفتد، انفجار زیر آب به شدت کاهش می‌یابد، به جز در سطح بلافاصله بالا، نزدیک موج پایه. بخش عمده ای از رادیواکتیویته در دریا رسوب می‌کند و توسط جریان‌های اقیانوسی منتقل می‌شود. هنگامی که نوترون فعال می‌شود، آب (و هوا) رادیوایزوتوپ‌های مناسب برای جنگ رادیولوژیکی را تشکیل نمی‌دهند، با این حال آب دریا-نمک، و بستر دریا ممکن است.
اگر علیه یک ناوگروه هواپیمابر نبرد استفاده شود، گروه نبرد شانس دفاع از خود در برابر آن را از دست می‌دهد. این پهپاد می‌تواند کلاهک بسیار بزرگ خود را در محدوده توقف منفجر کند و واحدهای جنگی ضد زیردریایی به دلیل سرعت حرکت آن زمان بسیار کمی برای واکنش خواهند داشت.

### مشخصات فنی
به نظر می‌رسد پوسایدن یک مینی زیردریایی روباتیک اژدری شکل است که می‌تواند با سرعت ۱۸۵ کیلومتر بر ساعت (۱۰۰ گره) حرکت کند. اطلاعات جدیدتر حاکی از حداکثر سرعت ۱۰۰ کیلومتر بر ساعت (۵۴ گره) با دامنه ۱۰٬۰۰۰ کیلومتر (۵٬۴۰۰ مایل دریایی؛ ۶٬۲۰۰ مایل) و حداکثر عمق ۱٬۰۰۰ متر (۳٬۳۰۰ فوت) است.
عمق معمولی پهپاد ممکن است حدود ۵۰–۱۰۰ متر (۱۶۰–۳۳۰ فوت) باشد. برای افزایش ویژگی‌های مخفی کاری در حالت مخفی کاری با سرعت کم. عمق کم در حالت مخفی کاری ترجیح داده می‌شود زیرا امواج صوتی به کف اقیانوس حرکت می‌کنند و شعاع تشخیص را کاهش می‌دهند. زیردریایی‌ها از همین استراتژی در حالت دویدن بی صدا استفاده می‌کنند.
۱٫۶–۲ متر (۵–۷ فوت) به قطر و ۲۴ متر (۸۰ فوت) طولانی، سرجنگی نشان داده شده در شکل فاش شده یک استوانه ۱٫۵ متر (۵ فوت) به قطر ۴ متر (۱۳ فوت) در طول، حجم ۷ متر مکعب (۲۵۰ فوت مکعب). با مقایسه این حجم با سایر بمب‌های هسته‌ای بزرگ دیگر، بمب‌های تزار متعلق به دوران شوروی در سال ۱۹۶۱ ۸ متر (۲۶ فوت) طول ۲٫۱ متر (۶ فوت ۱۱ اینچ) قطر، نشان می‌دهد که بازده حداقل چند ده مگاتن است، که عموماً با گزارش‌های اولیه ۱۰۰ مگاتن مطابقت دارد.

### بدنه
به احتمال زیاد بدنه پر مقاومت دستگاه از آلیاژ تیتانیوم ساخته شده است.

### نیروگاه
نشنال اینترست چندین منبع دفاعی طبقه‌بندی نشده از کارشناسان جنرال الکتریک در مورد پروژه مشابه ۶۰۱بی گردآوری کرد و آنها راکتور هسته ای با وزن کم و فشرده را در پهپاد پیش‌بینی کردند. طراحان زیردریایی روسی می‌گویند که یک راکتور کم مصرف برای پوسایدن ترجیح داده می‌شود زیرا راکتور کوچکتر صدای کمتری دارد.

### فناوری مخفی کاری

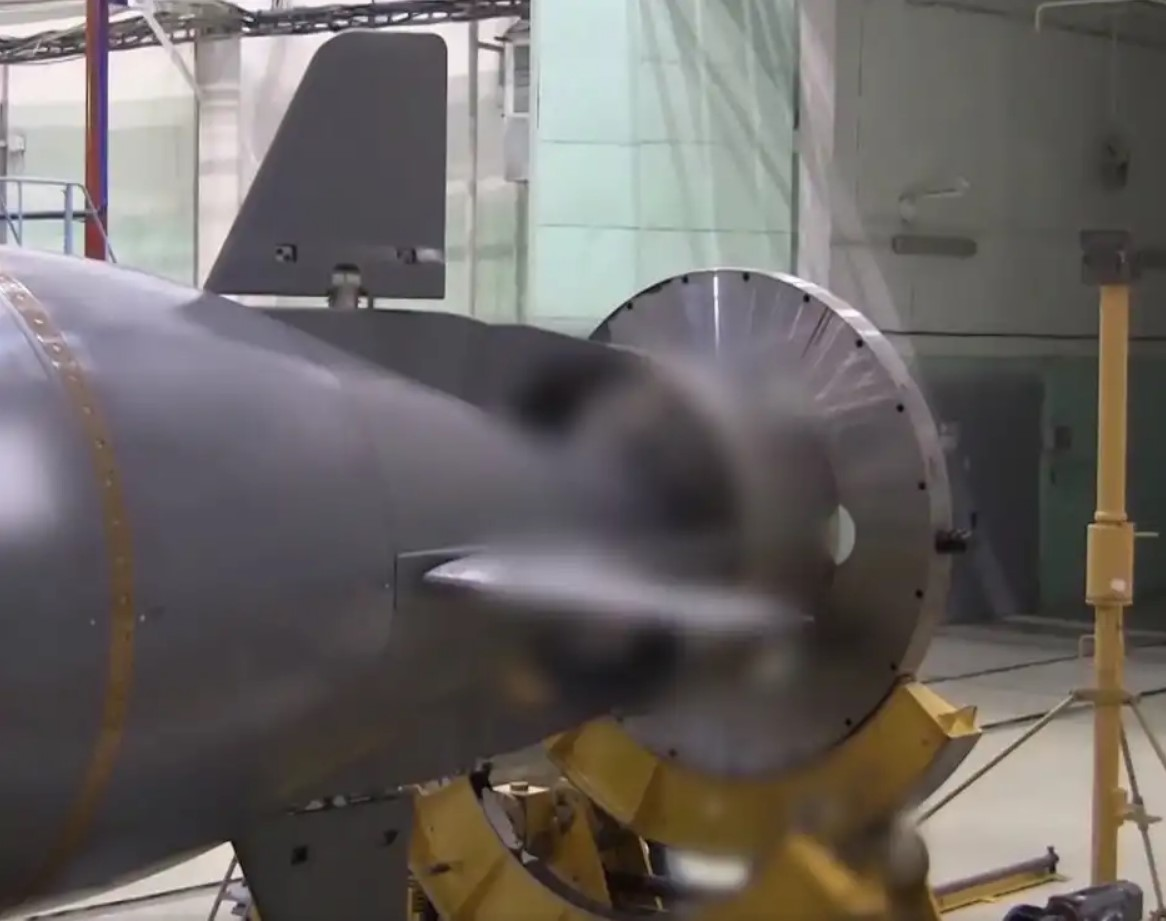
پمپ جت پهپاد

این توسعه همچنین شامل استفاده از فناوری مخفی‌کاری برای فرار از دستگاه‌های ردیابی صوتی است. پوزیدون از استراتژی دویدن بی صدا مانند سایر زیردریایی‌ها استفاده می‌کند. ویژگی اصلی پنهان‌کاری آن سرعت بسیار پایین آن قبل از رسیدن به منطقه هدف است. حالت پرسرعت آن با رسیدن به محدوده پایان کوتاه (۲ تا ۳ کیلومتر) فعال می‌شود، زمانی که احتمال شناسایی پهپاد به‌طور قابل توجهی بیشتر است. می‌توانست هفته‌ها به سمت شهرهای بندری دشمن حرکت کند و تنها در مرحله آخر به سرعت بالا برسد.
طراحان روسی شعاع شناسایی پهپاد را حدود ۲–۳ کیلومتر (۱٫۲–۱٫۹ مایل) تخمین زدند برای ۵۵ کیلومتر بر ساعت (۳۴ مایل بر ساعت). دومین ویژگی مخفی کاری مهم این پهپاد، طراحی خاص پمپ جت برای پاکسازی امضای صوتی پهپاد برای تقلید سر و صدای کشتی‌های غیرنظامی است.
| سرعت پهپاد (کیلومتر در ساعت) | برد تشخیص (کیلومتر) |
| ---------------------------- | ------------------- |
| ۳۷                           | ۱٫۷                 |
| ۵۵                           | ۳                   |
| ۷۴                           | ۲۹                  |
| ۹۳                           | ۴۳                  |

یکی از افسران اطلاعاتی ایالات متحده به سی‌ان‌بی‌سی گفت که شناسایی پوسایدن دشوار است و در حالت پنهان‌کاری به سختی می‌توان آن را هدف قرار داد.

### فراحفره‌زایی
پوسایدن خانواده ای از پهپادها است که برخی از آنها فقط برای تخریب شهرهای ساحلی طراحی شده‌اند و بنابراین به جای سرعت بالا، بر قابلیت‌های مخفی کاری تکیه دارند، برخی دیگر عمدتاً برای حمله به ناوگروه هواپیمابر نبرد طراحی شده‌اند و ادعا می‌کند که احتمالاً از فراحفره‌زایی مانند اژدر وی‌آ-۱۱۱ اشکفال برای دستیابی به سرعت‌های بسیار بالا (بیش از ۲۳۰ مایل بر ساعت) در حالت حمله استفاده می‌کند. با این حال، دستگاه‌های فراحفره‌زایی در فیلم‌های موجود از پوسایدن مشاهده نشده است. پنتاگون حداکثر سرعت پوسایدن را بدون گزینه فراحفره‌زایی حدود ۵۶ گره (۱۰۴ کیلومتر بر ساعت؛ ۶۴ مایل بر ساعت) تخمین می‌زند.

### پلتفرم‌های راه اندازی
دو کشتی احتمالی برای حمل پوسایدن زیردریایی کلاس اسکار اصلاح شده پروژه ۰۹۸۵۲ زیردریایی روسی بلگورود (کی-۳۲۹) و زیردریایی پروژه ۰۹۸۵۱ زیردریایی کلاس خباروفسک هستند. زیردریایی‌های کلاس اسکار می‌توانند شش اژدر پوسایدن را به‌طور همزمان با بازدهی ۱۲ تا ۶۰۰ مگاتن حمل کنند.
بر اساس برخی گزارش‌ها، پوسایدن ممکن است گزینه راه‌اندازی در بستر دریا یا موبایل داشته باشد. در این پیکربندی، معروف به اسکیف روسی: Скиф و ثبت اختراع توسط طراح الکساندر شالنف، پوسایدن را می‌توان تا زمانی که لازم باشد در یک ظرف مخصوص در کف دریا روی صحنه برد. شناورهای کمکی روسی زوزدوچکا (پروژه ۲۰۱۸۰) و آکادمیک الکساندروف (پروژه ۲۰۱۸۳) که هر دو دارای قابلیت یخ‌شکن هستند، در آزمایش پهپادهای پوسایدن شرکت دارند که نشان می‌دهد این کشتی‌ها ممکن است به عنوان سکویی برای استقرار و بازیابی چنین نسخه ای استفاده شوند.

## حقایق
در سال ۲۰۲۲، تبلیغات تلویزیونی داخلی روسیه اعلام کرد پوسایدن قادر خواهد بود «بریتانیا را در اعماق دریا فرو برد». طبق تبلیغات روسی، اژدر پوسایدن ممکن است موج شوک ۵۰۰ متری را آغاز کند.
منابع مختلف با اشاره به تفاوت بین یک موج بالقوه تولید شده توسط سلاح و یک سونامی طبیعی، این ادعاها را نادیده می‌گیرند. سونامی‌های بزرگ معمولاً در امتداد یک مسیر هدایت می‌شوند، در حالی که یک انفجار زیر دریا باعث گسترش موجی در ۳۶۰ درجه می‌شود، که با فاصله سریع‌تر از یک موج یک طرفه ضعیف می‌شود. به عنوان مقایسه، آزاد شدن انرژی که باعث سونامی ژاپن در سال ۲۰۱۱ شد، ۱۶۳۰۰۰ برابر بزرگتر از بمب تزار، تخمین بالایی از قدرت احتمالی پوسایدن بود.

## واکنش‌ها
پس از اظهارات رئیس‌جمهور روسیه ولادیمیر پوتین در هنگام ارائه چندین ابر سلاح جدید روسی در مارس ۲۰۱۸، که در آن وی به‌طور خاص به پوسایدن به عنوان سلاحی اشاره کرد که می‌تواند شهرهای بندری آمریکا را نیز هدف قرار داده و هدف قرار دهد، دفاع ایالات متحده جیمز متیس، وزیر امور خارجه روسیه گفت که روسیه قبلاً توانایی بالقوه هدف قرار دادن برخی شهرهای بندری در خط ساحلی آمریکا را با موشک دارد و گفت بنابراین پوسایدن «به هیچ وجه تعادل استراتژیک را تغییر نمی‌دهد».

## کاربران آینده
روسیه
- نیروی دریایی روسیه - بیش از ۳۰ برنامه‌ریزی شده[۱۶]